# Eva Niedermeier
Eva Niedermeier (* 1997) ist eine Sängerin, Bloggerin, Song-Schreiberin und Poetry-Slammerin aus Mietraching in Bad Aibling.

## Leben und Leistungen
Ihren ersten Auftritt im Poetry-Slam hatte sie im Januar 2015 auf dem Isar-Slam in München, wo beispielsweise auch Alex Burkhard auftrat. Mit ihrem neunten Auftritt gewann sie im selben Jahr die bayerische U-20-Meisterschaft, wofür sie auf dem Bless the Mic-Slam in München nominiert wurde. Sie tourt auch im Ausland, so in Österreich und der Schweiz. Ihre Alben Lagerfeuerfrust und Reiseherz wurden mit dem Musiklabel Timezone produziert.
Am 5. Dezember 2015 bildete sie zusammen mit vier zufällig ausgewählten Zuschauern die fünfköpfige Jury beim Poetry-Slam Freischnauze im Straubinger Anstatt-Theater.
2016, im Poetischen Herbst in Dachau, gewann sie den von Ko Bylanzky moderierten Poetry-Slam in der Kulturschranne. Teilgenommen hatten acht Poetinnen und Poeten aus ganz Deutschland, darunter auch Yannik Wellmann, Victoria Helene Bergemann, Jaromir Konecny, Friedrich Hermann, Lea Sofia Nikiforow, Antonia Lunemann und Felix Bartsch.
2017 hatte sie einen Live-Auftritt in der Abendschau im Bayerischen Fernsehen, 2016 war sie bereits ein Teil von hr2-kulturRadioSlam im Hessischen Rundfunk, im Januar 2020 wurde ihr Song Lagerfeuerfrust in Bayern 2 ausgestrahlt.

## Auszeichnungen
- Bayerische U-20 Meisterschaft (2015)
- Bad Aiblinger Kleinkunstpreis (2015)[11]
- Kulturförderpreis des Landkreises Rosenheim (2016)[8]

## Diskographie
Alben
- 2020: Lagerfeuerfrust[1]

Singles
- 2020: Reiseherz
- 2019: Die Andere

## Werke
- Eva Niedermeier: Viertel nach vier. In: Lars Ruppel (Hrsg.): Geblitzdingst –  Slam Poetry über Demenz. Satyr, Berlin 2016, ISBN 978-3-944035-75-8.